# Bébé Lilly
Bébé Lilly – animowana dziewczynka, piosenkarka. Muzyka Bébé Lilly zaliczana do nurtu eurodance, skierowana jest do dzieci. W piosenkach opisuje swe przygody z dziadkiem oraz wyimaginowany świat zabaw. Debiutancki album zatytułowany Mon Monde à Moi ukazał się we Francji w 2006 roku. Z wydawnictwa pochodził cieszący się popularnością singel „Allô Papy”. Kompozycja była notowana na listach przebojów we Francji, Niemczech, Włoszech i Austrii.
W 2007 roku ukazała się płyta Mój świat z piosenkami Bébé Lilly w języku polskim. Animowanej piosenkarce głosu użyczyła Monika Błachnio. W Polsce płyta również odniosła sukces docierając do 5. miejsca listy OLiS i uzyskując certyfikat złotej płyty. Także dwa inne wydawnictwa w Polsce uzyskały certyfikaty sprzedaży: Karaoke z Bébé Lilly – złota płyta oraz Moje DVD – platynowa płyta DVD.

## Dyskografia
| Rok  | Album                       | Pozycja na liście | Pozycja na liście |
| Rok  | Album                       | FR                | POR               |
| ---- | --------------------------- | ----------------- | ----------------- |
| 2006 | Mon Monde à moi             | 32                | 2                 |
| 2007 | Les Vacances de Bébé Lilly  | 57                | —                 |
| 2007 | Mon Tour du monde à moi     | 59                | —                 |
| 2008 | Les Aventures de Bébé Lilly | 34                | 14                |
| 2008 | Mon Monde à moi             | 195               | —                 |